# Océano Club de Kerkennah
Pour les articles homonymes, voir OCK.
Maillots
L'Océano Club de Kerkennah (arabe : نادي محيط قرقنة), plus couramment abrégé en OC Kerkennah, est un club tunisien de football fondé en 1963 et basé dans l'archipel des Kerkennah.
L'OCK, fondé par un comité présidé par Rachid Kraiem, n'a, malgré ses succès dans le championnat et la coupe de Tunisie, jamais joué dans une compétition au niveau africain et arabe.
Le club compte également de petites sections de pétanque, de natation, de cyclisme, de lutte, de judo et de kung fu. Des sections de handball, de basket-ball et de volley-ball ont auparavant existé.

## Histoire
Youssef Kraiem envoie le 30 mars 1962 une lettre à Sadok Taktak pour lui annoncer son intention de fonder une association sportive sous le nom d'Océano Club de Kerkennah et les couleurs bleu marine, bleu ciel et blanc. Le visa est accordé le 20 décembre 1963 par le ministère de l'Intérieur sous le numéro 3579. Le 5 août 1964 a lieu la première assemblée générale au stade Ciccaldi de Sfax, sous la présidence de Youssef Kraiem et en présence d'un membre de la Fédération tunisienne de football, Ameur Gargouri ; Rachid Kraiem devient le premier président du comité directeur. La saison 1964-1965 est marquée par la première participation de l'OCK au championnat de troisième division de football a lieu en octobre 1964, avec un budget de 375 dinars tunisiens, et se termine par la titre de champion après sept victoires, un match nul et aucune défaite. Toutefois, l'équipe perd le match de barrage pour passer en Ligue II contre le Club olympique de Médenine.
En 1969 a lieu la création des sections de handball et de pétanque. En 1970, l'OCK compte quatre sections sportive avec 147 membres : 107 joueurs de football, 17 de handball, onze de basket-ball et douze de pétanque.
Au terme de la saison 1972-1973, jouée avec un budget de 4 000 dinars, l'équipe de football termine quatrième au classement du championnat de Ligue II. Au terme de la saison 1975-1976, l'équipe de football juniors termine deuxième de la région Sud derrière le Sfax railway sport.
Après cinq ans passés en Ligue régionale III (région de Sfax), durant lesquels il remporte à chaque fois le championnat régional mais échoue aux barrages, le club finit par rejoindre la deuxième division en 1968 après un titre de champion du Sud, du Sud-Est et de l'Ouest et avec un budget de 1 000 dinars, pour y passer onze ans, avant d'accéder en Ligue I à la fin de la saison 1978-1979, lors de la dernière journée de la Ligue II, en battant au stade Taïeb-Mehiri de Sfax le Stade gabésien grâce au but égalisateur de Mohamed Boutabba et au penalty arrêté par le gardien Bouraoui Chaari à la dernière minute du match. Dès lors, l'OCK passe treize saisons en première division (niveau professionnel).
Au terme de la saison 1987-1988, l'OCK remporte le premier grand titre de son histoire, la coupe de Tunisie espoirs, grâce à une équipe entraînée par Moncef Barka et comptant notamment Amor Ben Tahar, Mohamed Trabelsi (alias Bakkaou), Radhwan Werda, Noamen Ben Ahmed et Riadh Gharbi ; l'OCK bat le Club olympique des transports en demi-finale (4-2) aux tirs au but et l'Avenir sportif d'Oued Ellil en finale (4-3) aux tirs au but. Durant la saison 1990-1991, l'OCK est promue en Ligue I. La saison suivante, le club dispose du plus important budget de son histoire et le sixième budget de toutes les équipes du championnat apres l'EST, le Club africain, l'ESS, le CSS et le Stade tunisien avec près de 64 500 000 dinars.
Connu pour son jeu ultra-défensif, il s'accroche pendant cinq ans mais finit par rétrograder. Un an après, il remonte avec un nouveau style qui lui réussit parfois. Après des fortunes diverses, le club quitte pour la dernière fois la Ligue I en 1997 et intègre la Ligue II durant les saisons 1997-1998 et 1998-1999.
Depuis la saison 1999-2000, l'OCK évolue en Ligue III, tout en luttant pour sa survie par de réguliers changements d'entraîneurs. Durant la saison 2004-2005, l'OCK prend la troisième place du classement final du championnat avec 45 points.
Au terme de la saison 2006-2007, il termine la saison à la huitième place avec 33 points. Les juniors terminent l'édition 2007-2008 de la coupe de Tunisie en quarts de finale, éliminés à l'extérieur par Grombalia Sports aux tirs au but. Au terme de la saison 2008-2009, l'OCK prend la sixième place du classement final du championnat avec 29 points. Durant la saison 2009-2010, le club vise la remontée en Ligue II. Après une bonne phase aller, la mauvaise phase retour le conduit toutefois à prendre la sixième place. Cette saison est la première durant laquelle l'OCK joue uniquement au stade Farhat-Hached de Remla.
Durant la saison 2010-2011, l'OCK termine la saison à la dixième place avec trente points. Durant la saison 2011-2012, le club fait une bonne phase aller, prenant la deuxième place du classement, avant de terminer à la septième place avec 39 points. Durant la saison 2012-2013, l'équipe vise à nouveau une remontée en Ligue II et prend la troisième place du classement de la phase aller, avec 23 points sans aucune défaite ; l'OCK termine la saison à la cinquième place (38 points) à la suite d'une mauvaise phase retour. Durant la saison 2013-2014, l'OCK prend la quatrième place du classement de la phase aller avec 21 points et termine sixième de la phase retour avec 35 points. Durant la saison 2014-2015, l'OCK prend la douzième place du classement avec quatorze points, après une mauvaise phase aller, et termine la saison à la huitième place (34 points) ; Marouan Dhifallah remporte le titre de meilleur gardien de la Ligue III Sud lors de cette saison.
Durant la saison 2015-2016, l'OCK prend la première place du classement de la phase aller et remporte le titre de champion d'hiver, avec 31 points avant de terminer la saison à la troisième place avec 48 points, la meilleure attaque (58 buts) et le meilleur buteur (Amin Waili avec 23 buts) de la Ligue III. Il obtient un match nul à Médenine lors de la dernière journée (0-0), qu'il aurait dû gagner pour monter en Ligue II, face au Club olympique de Médenine qui monte en Ligue II avec 50 points. Face aux problèmes rencontrés durant les derniers trois matchs de la saison, des sanctions sont prises contre des joueurs et l'entraîneur changé pour les deux dernières rencontres. Après la dernière journée, l'OCK fait appel pour récupérer trois points perdus sur tapis vert contre le Sporting Club de Moknine.
Le 6 mai 2017, l'OCK remporte le championnat 2016-2017 de Ligue III pour la première fois de son histoire et accède en Ligue II pour la saison 2017-2018. Durant la saison 2017-2018, l'OCK prend la huitième place du classement du groupe A avec vingt points et conserve sa place en Ligue II lors de la dernière journée. Le 3 mai 2019, l'OCK est relégué à nouveau en Ligue III après avoir pris la douzième et dernière place du classement du groupe B avec 17 points.

## Logos

Premier logo de l'OCK.
Logo utilisé par les médias et porté sur le maillot.
Logo au début des années 2000 en arabe avec lettres et dauphin rouge.
Logo au début des années 2000 en français avec lettres et dauphin orange.
Logo actuel en français.

## Palmarès et bilan sportif

### Palmarès
| Compétitions nationales | Compétitions amateures et amicales | Compétitions juniors                                                                                         |
| --- | --- | --- |
| - Championnat de Tunisie de deuxième division (4) : - Champion : 1978 (poule sud), 1985 (poule sud), 1991, 1996 (poule sud) - Championnat de Tunisie de troisième division (poule sud ; 2) : - Champion : 2017, 2023 | - Coupe de la Ligue amateur Promosport (2) : - Vainqueur : 2005, 2006 - Coupe Fair Play (Ligue I ; 1) : - Vainqueur : 1992 - Coupe Fair Play (Ligue II ; 1) : - Vainqueur : 1991 | - Coupe de Tunisie espoirs (1) : - Vainqueur : 1988 - Coupe de Tunisie des cadets A (1) : - Vainqueur : 1996 |

### Bilan

#### Coupe de Tunisie
| Saison    | Tour                                                          | Équipe à domicile                 | Équipe extérieure               | Score                    |
| --------- | ------------------------------------------------------------- | --------------------------------- | ------------------------------- | ------------------------ |
| 1966-1967 | 1/16e de finale                                               | Océano Club de Kerkennah          | Espoir sportif de Hammam Sousse | 1-2                      |
| 1967-1968 | 1/16e de finale                                               | Sfax railway sport                | Océano Club de Kerkennah        | 5-0                      |
| 1968-1969 | 1/16e de finale                                               | Étoile sportive de Métlaoui       | Océano Club de Kerkennah        | Forfait de l'OCK         |
| 1969-1970 | 1/32e de finale                                               | Océano Club de Kerkennah          | Jeunesse sportive kairouanaise  | 1-3                      |
| 1970-1971 | 1/16e de finale                                               | Jendouba Sports                   | Océano Club de Kerkennah        | 2-0                      |
| 1971-1972 | ?                                                             | ?                                 | ?                               | ?                        |
| 1972-1973 | 1/16e de finale                                               | Avenir sportif de La Marsa        | Océano Club de Kerkennah        | 3-1                      |
| 1973-1974 | 1/16e de finale                                               | Étoile sportive de Métlaoui       | Océano Club de Kerkennah        | 5-0                      |
| 1974-1975 | 1/32e de finale                                               | Étoile sportive de Métlaoui       | Océano Club de Kerkennah        | 2-1                      |
| 1975-1976 | 1/16e de finale                                               | Avenir sportif de La Marsa        | Océano Club de Kerkennah        | 2-0                      |
| 1976-1977 | 1/16e de finale                                               | Club sportif des cheminots        | Océano Club de Kerkennah        | 1-0                      |
| 1977-1978 | Coupe non terminée pour cause de coupe du monde               | -                                 | -                               | -                        |
| 1978-1979 | 1/8e de finale                                                | Club athlétique bizertin          | Océano Club de Kerkennah        | 2-0                      |
| 1979-1980 | 1/8e de finale                                                | Enfida Sports                     | Océano Club de Kerkennah        | 1-0                      |
| 1980-1981 | 1/16e de finale                                               | Club sportif sfaxien              | Océano Club de Kerkennah        | 5-0                      |
| 1981-1982 | 1/8e de finale                                                | Union sportive de Bou Salem       | Océano Club de Kerkennah        | 2-1                      |
| 1982-1983 | 1/4 de finale                                                 | Stade tunisien                    | Océano Club de Kerkennah        | 3-0                      |
| 1983-1984 | Deuxième tour                                                 | Croissant sportif de Redeyef      | Océano Club de Kerkennah        | 3-1                      |
| 1984-1985 | 1/16e de finale                                               | Club sportif de Korba             | Océano Club de Kerkennah        | 0-0 a. p. (2-0 t. a. b.) |
| 1985-1986 | 1/16e de finale                                               | Sporting Club de Ben Arous        | Océano Club de Kerkennah        | 2-0                      |
| 1986-1987 | 1/16e de finale                                               | Olympique du Kef                  | Océano Club de Kerkennah        | 4-0                      |
| 1987-1988 | 1/16e de finale                                               | Jeunesse sportive kairouanaise    | Océano Club de Kerkennah        | 2-0                      |
| 1988-1989 | 1/8e de finale                                                | Stade tunisien                    | Océano Club de Kerkennah        | 2-0                      |
| 1989-1990 | 1/4 de finale                                                 | Stade tunisien                    | Océano Club de Kerkennah        | 1-0                      |
| 1990-1991 | Deuxième tour                                                 | Association sportive de l'Ariana  | Océano Club de Kerkennah        | 1-0                      |
| 1991-1992 | Demi-finale                                                   | Stade tunisien                    | Océano Club de Kerkennah        | 1-0                      |
| 1992-1993 | 1/8e de finale                                                | Avenir sportif de La Marsa        | Océano Club de Kerkennah        | 1-0                      |
| 1993-1994 | 1/16e de finale                                               | Association Mégrine Sport         | Océano Club de Kerkennah        | 2-0 (a. p.)              |
| 1994-1995 | 1/8e de finale                                                | Club sportif sfaxien              | Océano Club de Kerkennah        | 5-1                      |
| 1995-1996 | 1/32e de finale                                               | Avenir sportif de Kasserine       | Océano Club de Kerkennah        | 2-1                      |
| 1996-1997 | 1/8e de finale                                                | Océano Club de Kerkennah          | Club sportif de Hammam Lif      | 1-2                      |
| 1997-1998 | 1/16e de finale                                               | Océano Club de Kerkennah          | Avenir sportif de Gabès         | 0-0 a. p. (6-7 t. a. b.) |
| 1998-1999 | Deuxième tour                                                 | Badr sportif d’El Ain             | Océano Club de Kerkennah        | 0-0 a. p. (4-2 t. a. b.) |
| 1999-2000 | Premier tour                                                  | Océano Club de Kerkennah          | El Makarem de Mahdia            | 2-5                      |
| 2000-2001 | Premier tour                                                  | Océano Club de Kerkennah          | Sfax railway sport              | 3-5                      |
| 2001-2002 | Coupe non terminée pour cause de coupe du monde               | -                                 | -                               | -                        |
| 2002-2003 | Premier tour                                                  | Océano Club de Kerkennah          | Club Ahly de Sfax               | 0-1                      |
| 2003-2004 | 1/32e de finale                                               | Gazelle sportive de Moularès      | Océano Club de Kerkennah        | 1-0                      |
| 2004-2005 | Deuxième tour                                                 | Océano Club de Kerkennah          | Club athlétique bizertin        | 0-2                      |
| 2005-2006 | 1/8e de finale                                                | Océano Club de Kerkennah          | Club africain                   | 0-1                      |
| 2006-2007 | 1/4 de finale                                                 | Océano Club de Kerkennah          | Club athlétique bizertin        | 2-2 (2-3 a. p.)          |
| 2007-2008 | Premier tour                                                  | Astre sportif de Degache          | Océano Club de Kerkennah        | 1-0                      |
| 2008-2009 | 1/32e de finale                                               | Stade gabésien                    | Océano Club de Kerkennah        | 0-0 a. p. (4-3 t. a. b.) |
| 2009-2010 | 1/32e de finale                                               | Océano Club de Kerkennah          | Stade sportif sfaxien           | 1-2                      |
| 2010-2011 | Premier tour                                                  | Espoir sportif de Bouchemma       | Océano Club de Kerkennah        | 1-0                      |
| 2011-2012 | 1/32e de finale                                               | Club sportif hilalien             | Océano Club de Kerkennah        | 3-2 (a. p.)              |
| 2012-2013 | Compétition sans équipe de Ligue II, de Ligue III et amateurs | -                                 | -                               | -                        |
| 2013-2014 | Premier tour                                                  | Football Mdhilla Club             | Océano Club de Kerkennah        | 5-3 (a. p.)              |
| 2014-2015 | Deuxième tour                                                 | Étoile sportive de Béni Khalled   | Océano Club de Kerkennah        | 2-0                      |
| 2015-2016 | Deuxième tour                                                 | Flèche sportive de Gafsa-Ksar     | Océano Club de Kerkennah        | 1-0                      |
| 2016-2017 | Premier tour                                                  | Croissant sportif de Redeyef      | Océano Club de Kerkennah        | 1-0                      |
| 2017-2018 | Premier tour                                                  | Avenir sportif de Kasserine       | Océano Club de Kerkennah        | 1-0                      |
| 2018-2019 | Premier tour                                                  | El Gawafel sportives de Gafsa     | Océano Club de Kerkennah        | 1-0                      |
| 2019-2020 | Deuxième tour                                                 | Océano Club de Kerkennah          | Association sportive de Djerba  | 0-1                      |
| 2021-2022 | Premier tour                                                  | Océano Club de Kerkennah          | Astre sportif d'Agareb          | 1-2                      |
| 2022-2023 | Deuxième tour                                                 | Progrès sportif de Sakiet Eddaïer | Océano Club de Kerkennah        | 1-0                      |
| 2023-2024 | 1/8e de finale                                                | Océano Club de Kerkennah          | Avenir sportif de La Marsa      | 0-2                      |
| 2024-2025 | Deuxième tour                                                 | Avenir sportif de Kasserine       | Océano Club de Kerkennah        | 1-0                      |

Durant les années 1980, l'OCK parvient à deux reprises en quarts de finale de la coupe de Tunisie de football ; il est battu à chaque fois par le Stade tunisien en 1982-1983 et en 1989-1990. Toutefois, il parvient à battre cette équipe et signe ainsi sa meilleure performance, soit une élimination en demi-finale par le Stade tunisien (0-1) durant la saison 1991-1992. Au terme de la saison 2004-2005, l'OCK est éliminé au deuxième tour par le Club athlétique bizertin. En 2005-2006, le club atteint les huitièmes de finale et s'incline face au Club africain. En 2006-2007, l'OCK atteint les quarts de finale et s'incline face au Club athlétique bizertin en prolongations. En 2007-2008, l'OCK s'incline au premier tour contre l'Astre sportif de Degache et, durant la saison suivante, perd au premier tour contre le Stade gabésien. Au terme de la saison 2009-2010, l'OCK s'incline en 32e de finale à domicile contre le Stade sportif sfaxien.

#### Ligue I
| Saison | Années    | Classement final | Points | Meilleur buteur                           | Mouvement                       |
| ------ | --------- | ---------------- | ------ | ----------------------------------------- | ------------------------------- |
| 1      | 1978-1979 | 11               | 49     | Mohamed Jemal (3)                         |                                 |
| 2      | 1979-1980 | 9                | 49     | Khaled Msakni (5)                         |                                 |
| 3      | 1980-1981 | 12               | 45     | Khaled Msakni (10)                        |                                 |
| 4      | 1981-1982 | 12               | 49     | Khaled Msakni (6)                         |                                 |
| 5      | 1982-1983 | 13               | 44     | Onze joueurs (1)                          | Relégation en deuxième division |
| 6      | 1985-1986 | 12               | 50     | Ezzeddine Hadj Sassi (7)                  |                                 |
| 7      | 1986-1987 | 12               | 52     | Ezzeddine Hadj Sassi (11)                 | Relégation en deuxième division |
| 8      | 1988-1989 | 14               | 39     | Ezzeddine Hadj Sassi et Imed Trabelsi (3) | Relégation en deuxième division |
| 9      | 1991-1992 | 7                | 59     | Amor Ben Tahar (14)                       |                                 |
| 10     | 1992-1993 | 6                | 24     | Amor Ben Tahar (13)                       |                                 |
| 11     | 1993-1994 | 10               | 21     | Amor Ben Tahar (12)                       |                                 |
| 12     | 1994-1995 | 13               | 18     | Amor Ben Tahar (7)                        | Relégation en deuxième division |
| 13     | 1996-1997 | 13               | 14     | Mourad Ouni (4)                           | Relégation en deuxième division |

L'OCK a eu de nombreuses occasions de disputer des rencontres contre les plus grands clubs de football tunisiens :
| Club                            | Rencontres | Victoires | Défaites | Matchs nuls |
| ------------------------------- | ---------- | --------- | -------- | ----------- |
| Avenir sportif de Kasserine     | 4          | 2         | 1        | 1           |
| Avenir sportif de La Marsa      | 26         | 5         | 9        | 12          |
| Association Mégrine Sport       | 2          | 1         | 0        | 1           |
| Club africain                   | 26         | 3         | 18       | 5           |
| Club athlétique bizertin        | 26         | 9         | 16       | 1           |
| Club olympique des transports   | 12         | 1         | 6        | 5           |
| Club sportif de Hammam Lif      | 22         | 5         | 11       | 6           |
| Club sportif de Korba           | 2          | 2         | 0        | 0           |
| Club sportif de Menzel Bouzelfa | 2          | 1         | 1        | 0           |
| Club sportif sfaxien            | 26         | 3         | 13       | 10          |
| Espérance sportive de Tunis     | 26         | 5         | 14       | 7           |
| Espérance sportive de Zarzis    | 6          | 2         | 1        | 3           |
| Étoile sportive de Béni Khalled | 2          | 1         | 0        | 1           |
| Étoile sportive du Sahel        | 26         | 4         | 13       | 9           |
| Jeunesse sportive kairouanaise  | 26         | 6         | 11       | 9           |
| El Makarem de Mahdia            | 2          | 0         | 1        | 1           |
| Olympique de Béja               | 16         | 4         | 9        | 3           |
| Olympique du Kef                | 10         | 4         | 4        | 2           |
| Sfax railway sport              | 20         | 2         | 4        | 14          |
| Stade gabésien                  | 6          | 2         | 2        | 2           |
| Stade sportif sfaxien           | 2          | 1         | 0        | 1           |
| Stade tunisien                  | 26         | 7         | 9        | 10          |
| Stade soussien                  | 2          | 1         | 1        | 0           |
| STIA Sousse                     | 2          | 1         | 1        | 0           |
| Union sportive monastirienne    | 18         | 6         | 7        | 5           |

#### Ligue II
| Saison    | Classement final | Points |
| --------- | ---------------- | ------ |
| 2017-2018 | 8e               | 20     |
| 2018-2019 | 12e              | 17     |
| 2023-2024 | 9e               | 29     |
| 2024-2025 | 3e               | 44     |

#### Ligue III
| Saison    | Classement final | Points |
| --------- | ---------------- | ------ |
| 2004-2005 | 3e               | 45     |
| 2005-2006 | ?                | ?      |
| 2006-2007 | 8e               | 33     |
| 2007-2008 | ?                | ?      |
| 2008-2009 | 6e               | 29     |
| 2009-2010 | 6e               | ?      |
| 2010-2011 | 10e              | 30     |
| 2011-2012 | 7e               | 39     |
| 2012-2013 | 5e               | 38     |
| 2013-2014 | 6e               | 35     |
| 2014-2015 | 8e               | 34     |
| 2015-2016 | 3e               | 48     |
| 2016-2017 | 1er              | 39     |
| 2019-2020 | 11e              | 25     |
| 2020-2021 | 5e               | 11     |
| 2021-2022 | ?                | ?      |
| 2022-2023 | 1er              | 49     |

#### Coupe de la Ligue amateur Promosport
| Saison    | Tour          | Équipe à domicile              | Équipe extérieure                   | Score                    |
| --------- | ------------- | ------------------------------ | ----------------------------------- | ------------------------ |
| 2004-2005 | Finale        | Océano Club de Kerkennah       | Étoile sportive du Fahs             | 2-1                      |
| 2005-2006 | Finale        | Océano Club de Kerkennah       | Hirondelle sportive de Kalâa Kebira | 2-0                      |
| 2006-2007 | Demi-finale   | Union sportive de Ben Guerdane | Océano Club de Kerkennah            | ?                        |
| 2010-2011 | Demi-finale   | Union sportive de Sbeïtla      | Océano Club de Kerkennah            | ?                        |
| 2013-2014 | 1/4 de finale | Espoir sportif de Haffouz      | Océano Club de Kerkennah            | 1-0                      |
| 2014-2015 | Demi-finale   | Océano Club de Kerkennah       | Stade africain de Menzel Bourguiba  | 1-2                      |
| 2015-2016 | Deuxième tour | Croissant sportif de Redeyef   | Océano Club de Kerkennah            | 1-1 a. p. (5-4 t. a. b.) |
| 2016-2017 | Non disputé   | -                              | -                                   | -                        |
| 2019-2020 | Non disputé   | -                              | -                                   | -                        |

Durant la saison 2004-2005, l'OCK remporte pour la première fois la coupe de la Ligue amateur Promosport, gagnant la finale contre l'Étoile sportive du Fahs, sur les buts d'Amin Ghorbal et Achraf Ben Moussa au stade Chedly-Zouiten (2-1). En 2005-2006, il remporte la compétition pour la deuxième fois, battant en finale l'Hirondelle sportive de Kalâa Kebira, sur les buts de Slim Charrad et Rami Bouaziz, au stade Chedly-Zouiten (2-0) ; les joueurs gagnent à cette occasion une prime de 15 000 dinars.
Au terme de la saison 2006-2007, l'OCK perd à Ben Gardane la demi-finale de la coupe contre l'Union sportive de Ben Guerdane. En 2010-2011, l'OCK remporte la troisième place en gagnant le match pour la troisième place (2-0) face au Club de la cité Ettadhamen au stade olympique d'El Menzah après avoir battu en demi-finale l'Union sportive de Sbeïtla à Sbeïtla. Durant la saison 2013-2014, l'OCK est éliminé en quarts de finale à Haffouz (1-0) face à l'Espoir sportif de Haffouz. Lors de la saison 2014-2015, l'OCK est éliminé en demi-finale (1-2) contre le Stade africain de Menzel Bourguiba au stade du 2-mars à Sfax mais gagne une prime de 15 000 dinars pour avoir atteint ce stade de la compétition, cette édition ne comportant pas de match pour la troisième place.

## Personnalités

### Présidents
- Rachid Kraiem[18]
- Abdelmajid Yangui
- Mohamed Cheour
- Ridha Kraiem
- Abdelkader Baati
- Mohamed Kraiem (1976-1980)
- Ali Attaya (1980-1984)
- Mohamed Jomaa (1984-1987)
- Mokhtar Hmani (1987-1989)
- Abdelmajid Kacem (1989-1990)
- Abdeljelil Arous (1990-1992)[19]
- Jamel Toumi (1992-1994)
- Abdelkader Baati (1994)
- Hamed Sallem (1994-1995)
- Mohamed Larbi (1995-1996)
- Abdeljelil Arous (1996-1998)
- Fethi Arous (1998-2000)
- Mohamed Larbi (2000-2003)
- Mohamed Bayoudhi (2003-2004)
- Mohamed Hmani (2004-2005)[20]
- Ali Cheour (2005-2009)[21]
- Mohamed Hadji (2009-2010)
- Mohamed Baati (2011-2014)
- Jouma Ammar (2014-2017)[22]
- Mohamed Fayrouz Azaiez (2017- )

### Entraîneurs
- Mohamed Toumi (1964-1966)
- Mohamed Najjar (1966-1967)
- Mekki Jerbi (1967-1970)
- Noureddine Ben Mahmoud (1970-1973)
- Ahmed Ouannes (1973-1975)
- Mongi Dalhoum (1975-1979)
- Moncef Melliti (1979-1981)
- Mongi Dalhoum (1981-1983)
- Moncef Melliti (1983-1984)
- Georgi Gyurov ( Bulgarie, 1984-1985)[23]
- Ahmed Aleya (1985)
- Youssef Baati (1985-1986)
- Rachid Daoud (1986)
- Hmida Sellam (1986)
- Moncef Barka (1987)[24]
- Radojica Radojičić ( République fédérative socialiste de Yougoslavie, 1987-1988)
- Moncef Melliti (1988)
- Zoninski[Qui ?] (1988-1989)
- Mongi Dalhoum (1989-1990)
- Riadh Charfi et Farhat Dahech (1990-1992)[25]
- Farhat Dahech et Youssef Baati (1992-1993)
- Farhat Dahech et Ahmed Fersi (1993-1994)
- Riadh Charfi (1994)
- Jamel Eddine Bouabsa (1995)
- Moncef Melliti (1995-1996)
- Jamil Kacem et Youssef Baati (1996-1997)
- Moncef Melliti (1997)
- Hédi Kouni (1998)
- Oussama Melliti (1998)
- Jamil Kacem (1998)
- Samir Grayaa (1999)
- Youssef Baati (1999)
- Hassouna Belghith (1999-2000)
- Moncef Melliti (2000)
- Samir Grayaa (2000-2001)
- Chiheb Ellili (2001-2003)
- Adel Larguech (2003)
- Samir Grayaa (2004)
- Jamil Kacem (2004-2006)[26]
- Riadh Charfi (2006)
- Hamadi Barkia (2007)
- Fakher Trigui (2007)
- Nader Werda (2007)
- Mongi Ketata (2008)
- Zouheir Arous, Mansour Lerguech et Abdelfatah Ghribi (2008)
- Fakher Trigui et Mabrouk Kaanich (2008-2009)
- Zouheir Arous et Adel Larguech (2009-2010)
- Moncef Melliti (2010)
- Sami Sassi (2010-2012)
- Nader Werda (2012)
- Mourad Sebayi (2013)
- Zouheir Arous (2014)
- Khaled Makhlouf (2014)
- Zouheir Arous et Hichem Grioui (2014-2015)
- Hichem Grioui (2015-2016)
- Zouheir Arous (2016)
- Yosri Ben Kahla (2016)
- Sleh Ghorbel (2016)
- Nader Hbiri (2016-2017)
- Ahmed Dridi (2017-2018)
- Néji Jerad (2018)

### Anciens joueurs
- Mohamed Ali Abdeljabar
- Hamdi Akrout[27]
- Moussa Aridha (Algérie)
- Hani Arous
- Zouheir Arous[28]
- Youssef Baati
- Mohamed Bahri
- Mohamed Ali Bel Hadj
- Noamen Ben Ahmed[29]
- Majed Ben Ali
- Mansour Ben Atitallah
- Nouredine Ben Ibrahim[30]
- Yosri Ben Kahla
- Mohamed Ali Ben Mkadem
- Najib Ben Salah
- Garrache Neji[31]
- Toufik Ben Soltana[32]
- Amor Ben Tahar
- Lotfi Ben Younes
- Miloud Bezine[33]
- Safwan Bezine
- Yassine Bouchaâla
- Mohamed Bouguerra
- Youssef Bousarsar
- Faycal Yahia Boutabba
- Mohamed Boutabba
- Bouraoui Chaari
- Hatem Chtioui
- Chiheb Ellili
- Thamer Dagdoug
- Farhat Dahech
- Mohamed Dahech
- Mourad Dahman
- Marouan Dhifallah[34]
- Kaddem Farhan (Irak)
- Mohamed Hédi Gaaloul[35]
- Fatah Gharbi
- Riadh Gharbi[36]
- Abdelfatah Ghribi
- Mounir Grati
- Samir Grayaa
- Mansour Hadhri[37]
- Mourad Hadj Sassi
- Ezzeddine Hadj Sassi
- Mohamed Hammami
- Youssef Hamrouni
- Hafedh Hajji
- Yassine Harrouch[38]
- Adel Hmani[39]
- Jamal Hmani
- Khaled Hmani
- Fethi Jebel
- Mohamed Jemal
- Moez Kammoun[40]
- Hedi Khanfir
- Faycal Khlif
- Imed Ketata
- Monji Ksouda
- Serge Kamga Kwekam (Cameroun)[41]
- Kamal Larguech
- Mansour Larguech
- Adel Lasoued
- Rabah Mahfoudh
- Slim Mazzoun
- Oussama Melliti
- Farid Migdich
- Khaled Msakni[42]
- Mourad Ouni
- Ibrahim Sallam
- Abdesslam Sammoudi[43]
- Skander Moez Sghaier[44]
- Chokri Souissi[45]
- Mounir Touhami
- Hadi Touhami
- Mohamed Trabelsi (alias Bakkaou)
- Hadi Trabelsi
- Imed Trabelsi
- Monji Trabelsi
- Marouane Troudi
- Nader Werda
- Radhwan Werda[36]
- Riadh Werda[46]
- Taoufik Zaaboub
- Wassim Zouaghi

## Infrastructures

### Stades de Sfax
L'OCK a longtemps joué au stade de la cité El Habib et au stade du 2-mars à Sfax, alors que les principales rencontres contre les grands clubs avaient lieu au stade Taïeb-Mehiri de Sfax.

### Stade Farhat-Hached
C'est en 2001-2002 que l'OCK joue sa première saison au stade Farhat-Hached de Remla (Kerkennah). Toutefois, en raison des problèmes de sécurité de la tribune, il est décidé de retourner jouer dans les stades de Sfax. C'est pour la saison 2008-2009 que l'OCK retrouve un stade Farhat-Hached modernisé : tribune sécurisée, nouveau terrain artificiel de la troisième génération, nouveaux projecteurs et deux nouveaux bancs de touche. Le match inaugural a lieu le 15 mars 2009, lors duquel l'OCK bat le Club olympique de Médenine par deux buts à un.
Auparavant, l'OCK jouait déjà au stade Farhat-Hached, également utilisé par le deuxième club de football de l'archipel : Kerkennah Sport.

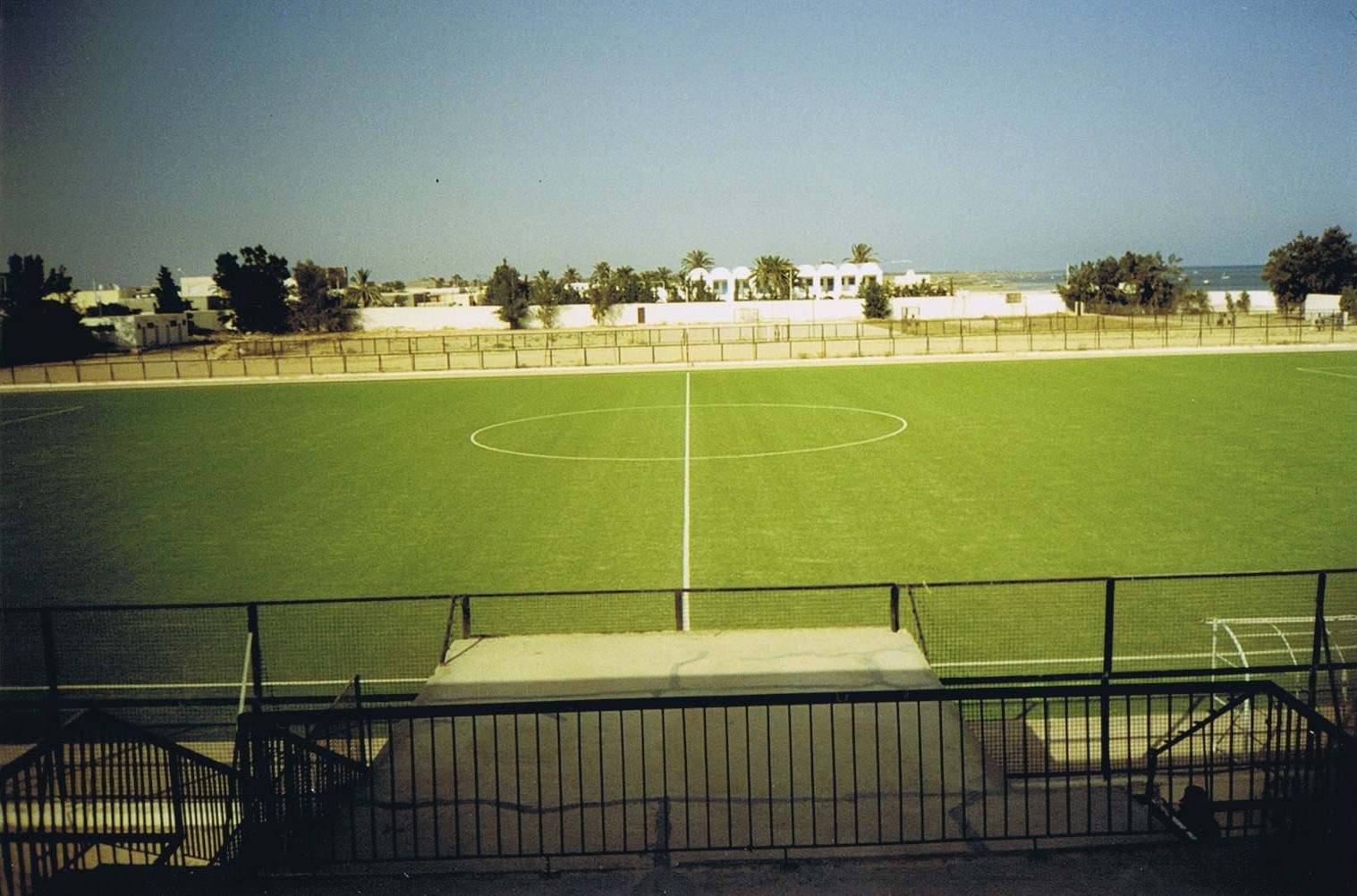
Vue de la tribune en 1999 avant la modernisation du stade.
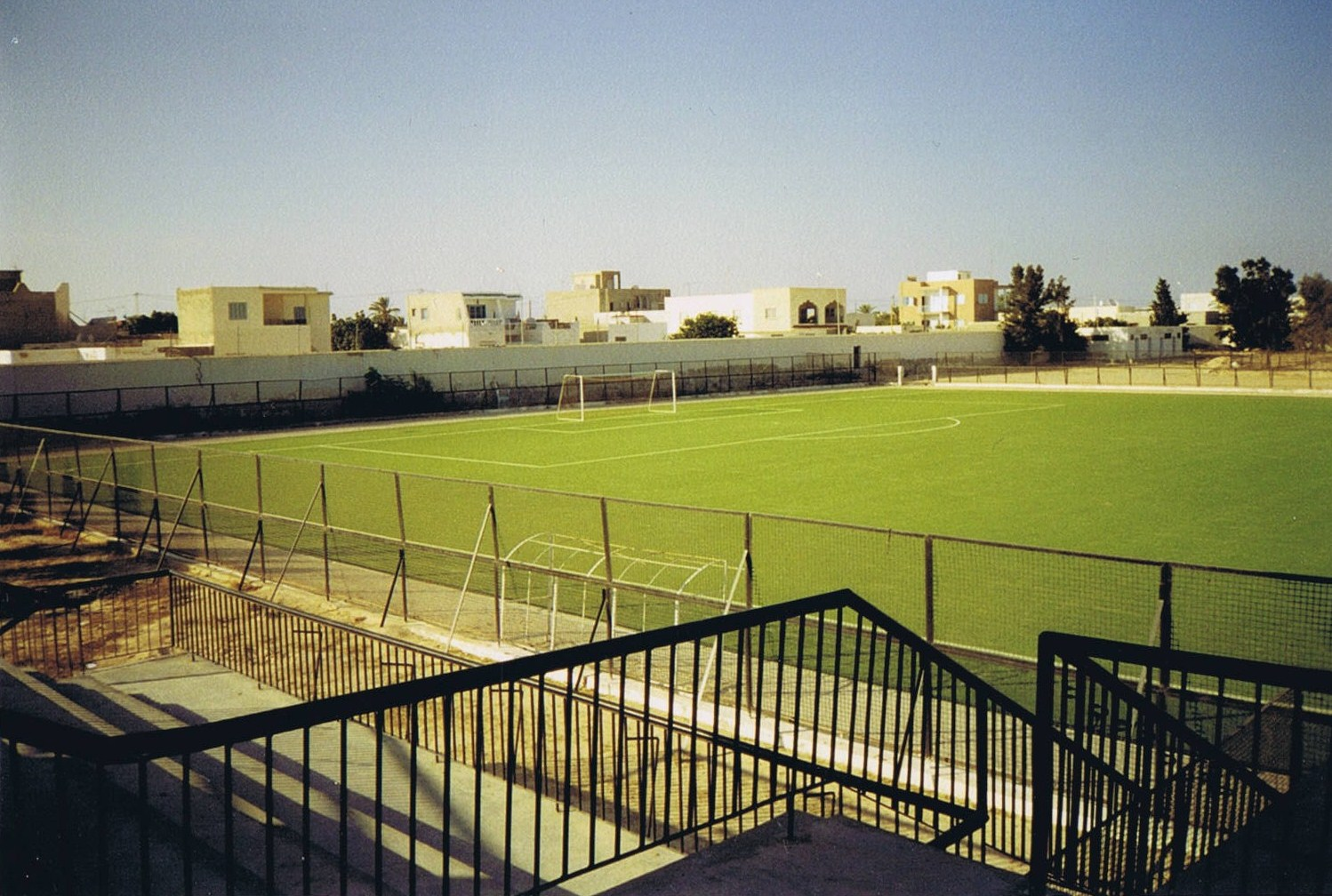
Vue de la tribune en 1999 avant la modernisation du stade.
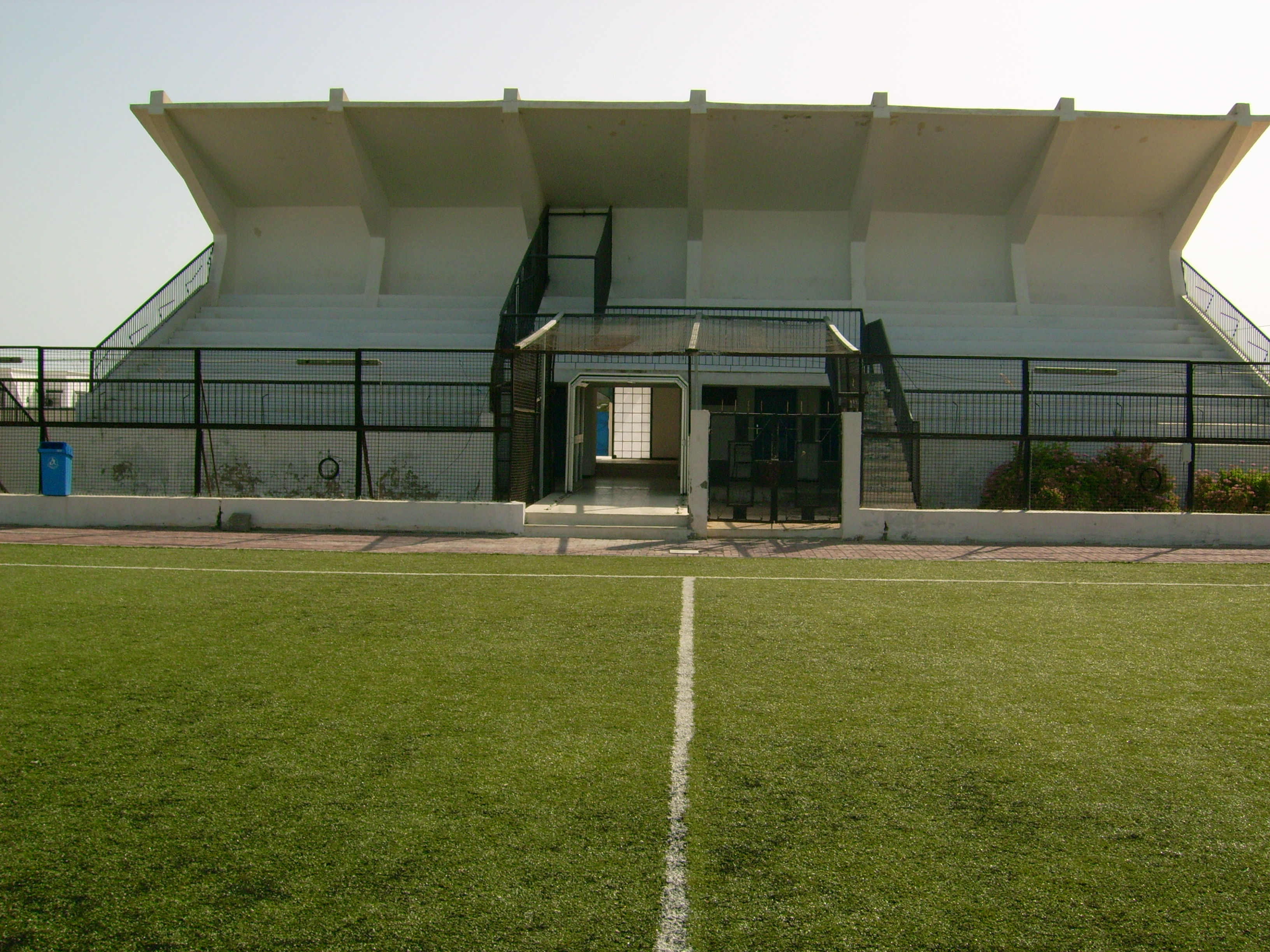
Tribune en 2009 après la modernisation du stade.
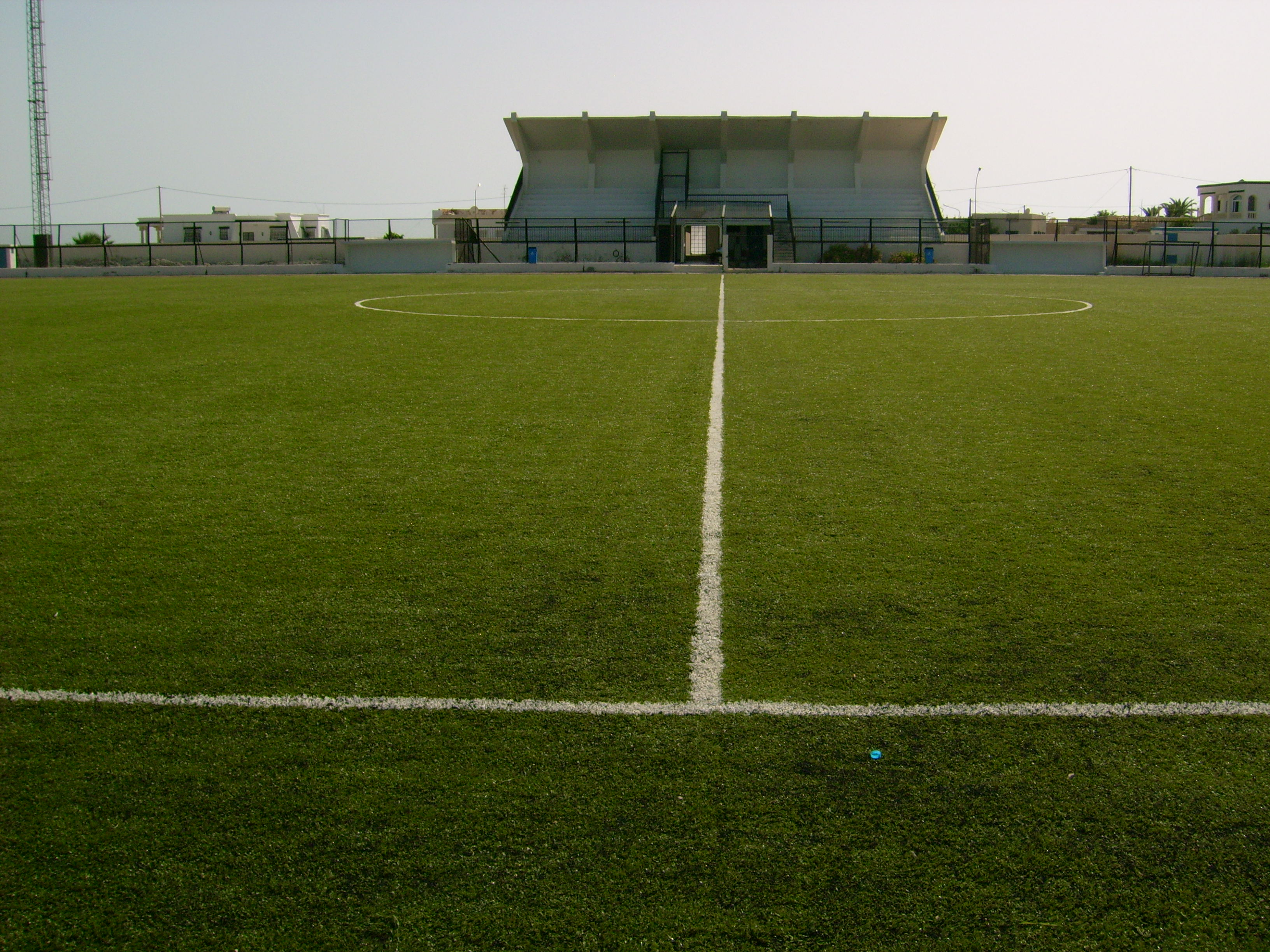
Pelouse en 2009 après la modernisation du stade.
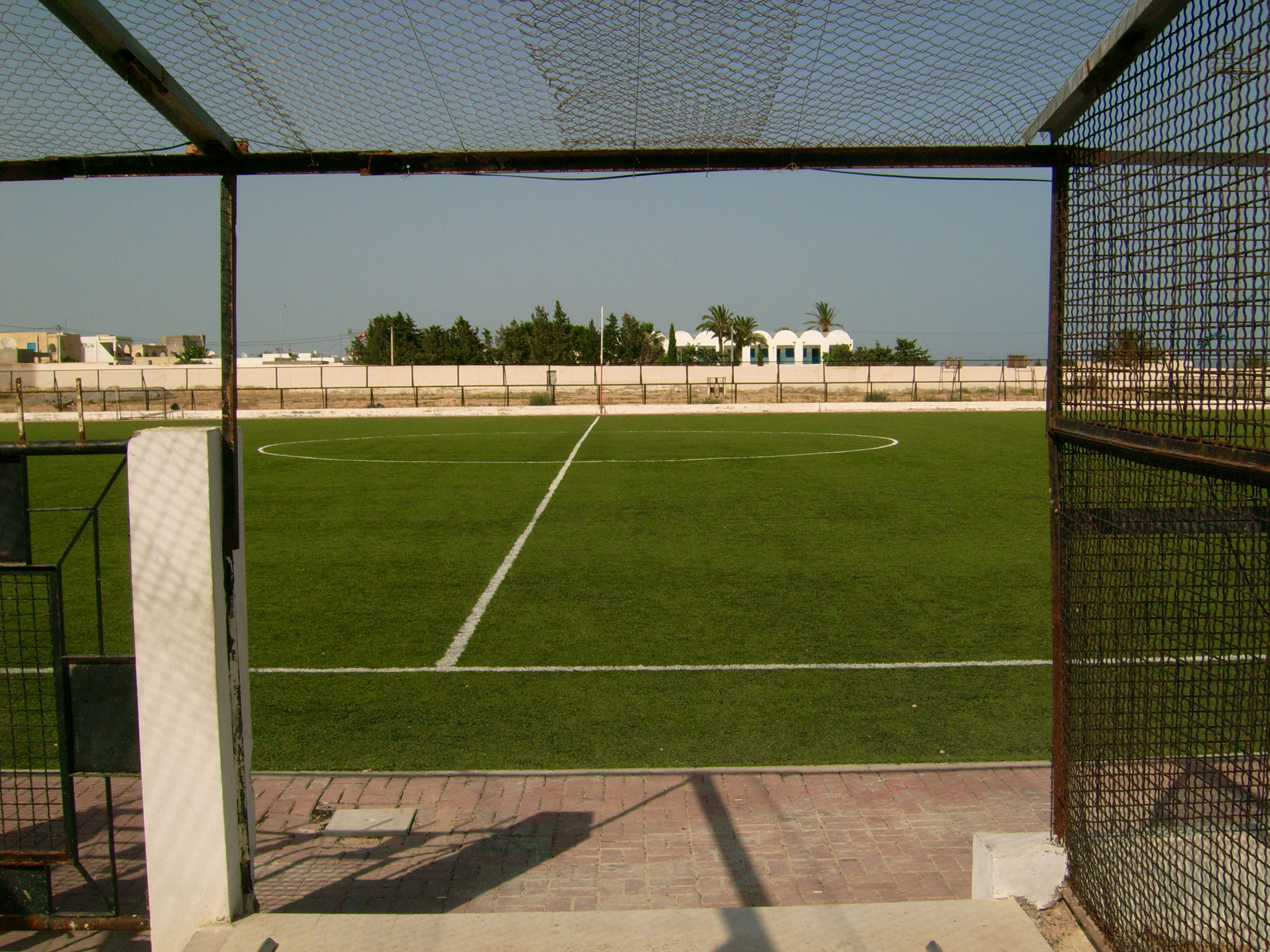
Pelouse vue depuis la tribune après la modernisation du stade (2009).
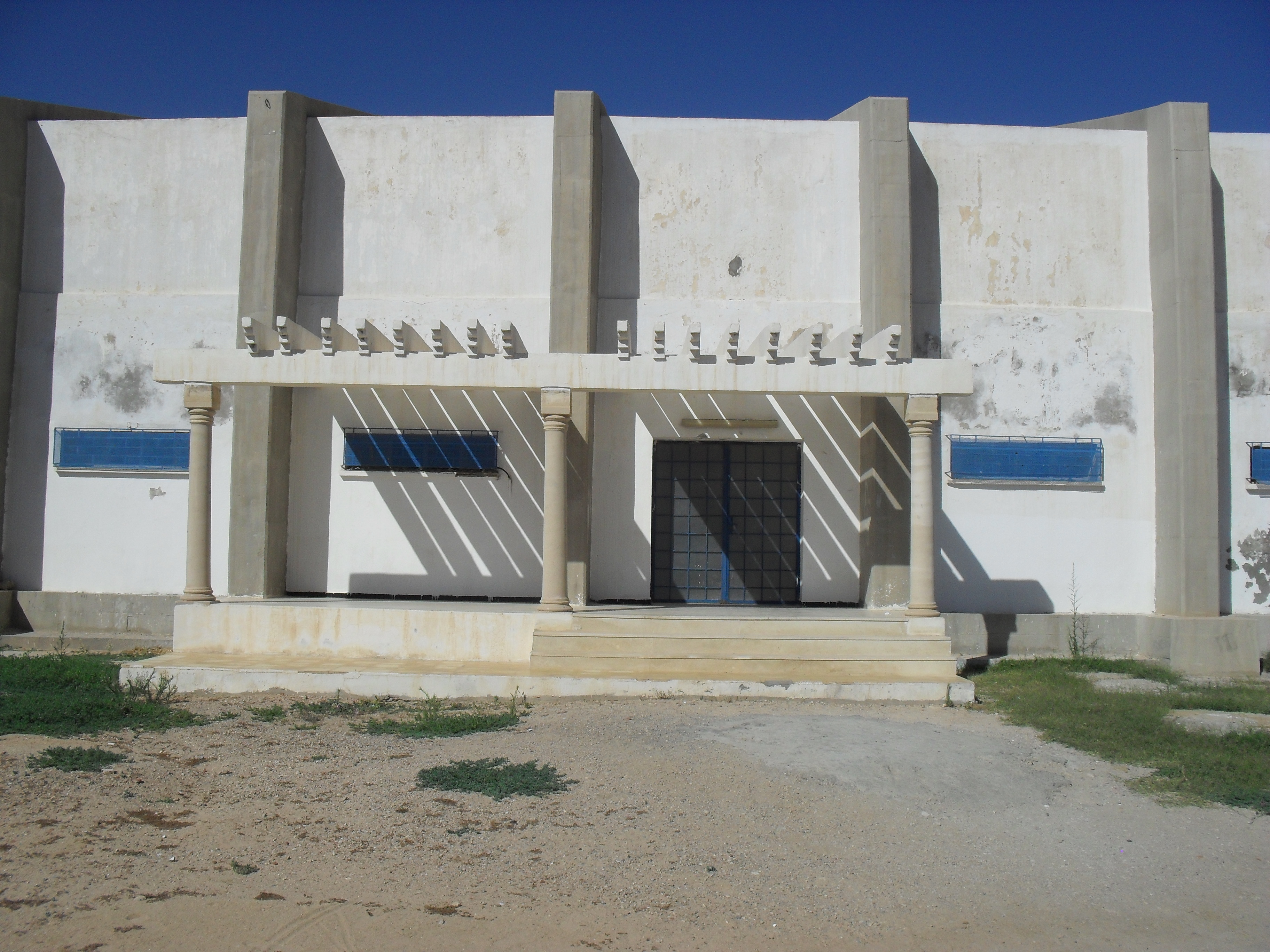
Entrée du vestiaire en 2012.

## Derbys

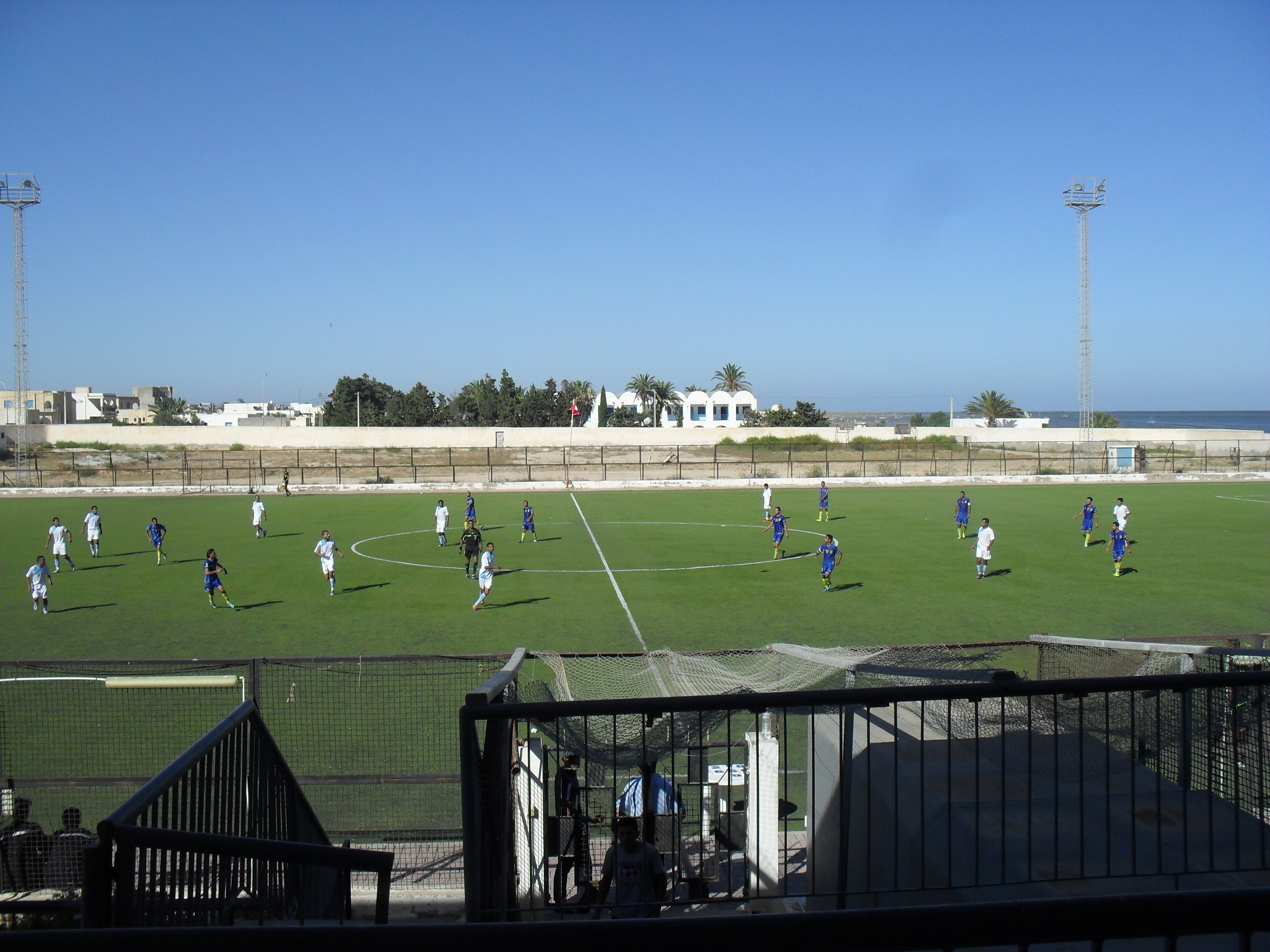
Derby de la région de Sfax entre l'OCK et le Stade sportif sfaxien au stade Farhat-Hached de Remla (2012).

Les matchs opposant l'OCK au Club sportif sfaxien, au Sfax railway sport, au Stade sportif sfaxien et au Club Ahly de Sfax (Cité El Habib) font partie des derbys de la région de Sfax à laquelle sont rattachés les Kerkennah. Il existe donc une grande rivalité entre ces équipes, notamment durant les années 1990 entre l'OCK, alors dans sa période de gloire, et le Club sportif sfaxien.
De plus, l'OCK participe, avec l'Espoir sportif de Jerba Midoun, l'Association sportive de Djerba et l'Union sportive d'Ajim, à un derby des îles tunisiennes et, avec Kerkennah Sport, à un derby des Kerkennah au niveau amical, où les deux équipes portent les mêmes couleurs, le bleu et le blanc. Après une longue absence sans équipe, débutée en 2005, Kerkennah Sport est de retour durant la saison 2013-2014 avec un sponsoring de la société Petrofac et des équipes de jeunes (écoles, minimes, cadets et juniors) qui jouent beaucoup de matchs amicaux contre l'OCK.

## Supporters
L'Association des supporters de l'OCK, qui constitue le principal groupe de supporters du club, a été fondé durant les années 1990. Il anime les matchs au son des instruments du folklore kerkennien que sont le tabl et la zokra.